# Joseph Michel
Joseph Michel (ur. 25 października 1925 w Saint-Mard, zm. 4 czerwca 2016 w Arlon) – belgijski i waloński polityk, prawnik oraz samorządowiec, parlamentarzysta, minister w rządzie federalnym, w latach 1980–1981 przewodniczący Izby Reprezentantów.

## Życiorys
Absolwent Katolickiego Uniwersytetu w Lowanium, uzyskał licencjat z ekonomii, a w 1951 doktorat z prawa. Praktykował jako adwokat. Zaangażował się w działalność polityczną w ramach partii chadeckiej, po podziale ugrupowania PSC-CVP działał w walońskiej Partii Społeczno-Chrześcijańskiej. Wieloletni samorządowiec związany z miejscowością Virton; był radnym tej miejscowości (1959–1994), członkiem jej władz wykonawczych (1959–1970) oraz burmistrzem (1970–1982).
Między 1961 a 1991 sprawował mandat posła do Izby Reprezentantów. W latach 1980–1981 przewodniczył niższej izbie federalnego parlamentu. Członek gabinetów, którymi kierowali Leo Tindemans, Paul Vanden Boeynants i Wilfried Martens. Był ministrem spraw wewnętrznych (1974–1977), ministrem edukacji (1977–1979) oraz ministrem spraw wewnętrznych, służb publicznych i decentralizacji (1986–1987). W latach 1977–1978 wchodził także w skład komitetu ministerialnego do spraw walońskich, od 1980 do 1991 był członkiem rady regionalnej Walonii.
Powrócił do wykonywania zawodu adwokata. Pełnił funkcję prezesa muzeum Musée Gaumais, zajmował się też pisarstwem.